# Museo della grafica
Il Museo della grafica di Pisa si trova nel Palazzo Lanfranchi e fa parte del sistema museale dell'Università di Pisa.
Il museo nasce ufficialmente nel 2007, anche se il palazzo era già stato usato per alcune mostre temporanee.
Esso ospita le collezioni universitarie del Gabinetto Disegni e Stampe del Dipartimento di Storia delle Arti, collezione di grafica contemporanea iniziata nel 1958 da Carlo Ludovico Ragghianti.
Importanti nuclei della collezione sono le donazioni di Sebastiano Timpanaro, composta da oltre mille pezzi e che fa della sezione otto-novecentesca il suo punto forte, e la donazione Argan, composta da circa 600 pezzi della seconda metà del '900.
Molte, infine, le donazioni di vari artisti tra cui Giuseppe Capogrossi, Mario Chiattone, Fabrizio Clerici, Emilio Greco, Ennio Morlotti, Bruno Munari, Achille Perilli, Arnaldo e Giò Pomodoro, Pablo Picasso, Aligi Sassu, Vittorio Tavernari, Ernesto Treccani, Emilio Vedova, Alberto Ziveri.
Nell'ottobre del 2000 il palazzo dedicò una mostra ad Antonio Arosio e il quadro culturale, storico e artistico nel quale fu attivo, proponendo anche scritti dell'artista stesso.